# Melbourne Victory Football Club
Pour les articles homonymes, voir Victory.
Ne pas confondre avec Melbourne City Football Club, un autre club de football basé à Melbourne et rival de celui-ci.
Maillots
Dernière mise à jour : 23 janvier 2025.
Melbourne Victory Football Club (en français : Victoire de Melbourne Football Club), est un club de football australien situé à Melbourne et fondé en 2004. Le club a remporté le deuxième titre de champions d'Australie de la ligue en 2006-2007 après le succès d'Adelaide United FC en 2005-2006.

## Histoire du club

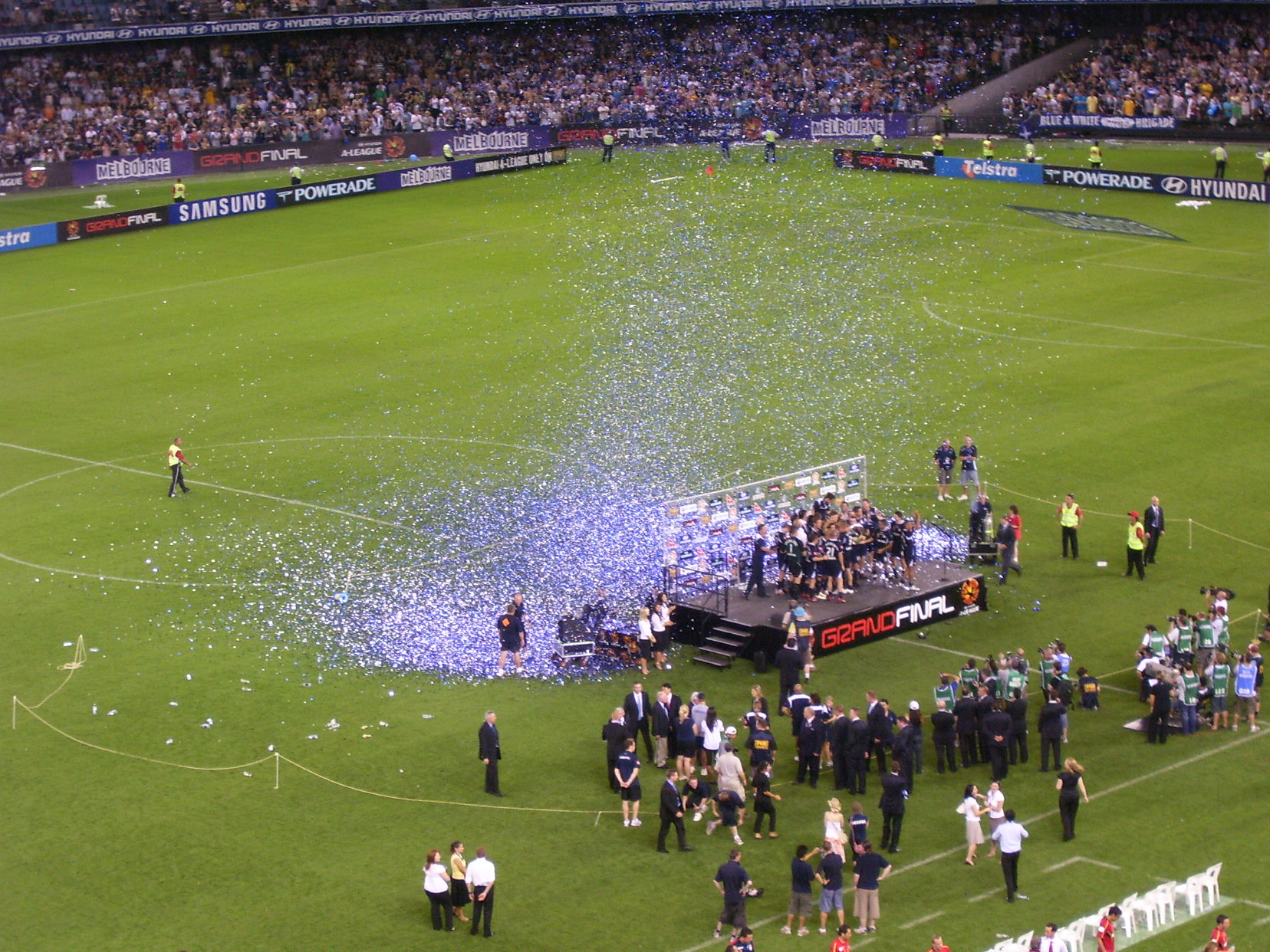
Le Melbourne Victory FC célèbre sa victoire en 2007

Le Melbourne Victory a été fondé en 2004 après l'annonce de la création d'un tout nouveau championnat d'Australie de football après l'annulation par la Fédération d'Australie de football (la FFA) de l'ancienne compétition nationale, la National Soccer League. Le Victory compte actuellement parmi seulement huit équipes participant à cette nouvelle ligue.
La société Belgravia Leisure Pty Ltd a soutenu financièrement le club dès la première saison de la A-League à la demande de la FFA. Le PDG du groupe Belgravie Leisure, Geoff Lord, a donc été désigné le premier PDG du Melbourne Victory FC. À la suite de cette décision, la FFA a confirmé publiquement que le Melbourne Victory ferait partie du nouveau championnat en tant que représentant de Melbourne, deuxième ville du pays en nombre d'habitants.
L'écossais Ernie Merrick a été procuré du Victorian Institute of Sport (Institut de sport de Victoria) pour diriger le club en tant qu'entraineur. Archie Thompson, attaquant de l'équipe d'Australie de football, qui jouait jusqu'en 2005 au Lierse SK en Belgique, était le premier joueur à signer chez le nouveau club. Le Victory a par la suite signé trois autres internationaux - Kevin Muscat (Australie), Richard Kitzbichler (Autriche) et Geoffrey Glaeys (Belgique).
Le géant sud-coréen de l'électronique, Samsung, est devenu, le 27 octobre 2005 sponsor principal du club.

## Palmarès
- Championnat d'Australie (4) : 
  - Champion : 2007, 2009, 2015[2], 2018
  - Finaliste : 2010, 2024
- Coupe d'Australie (2) :
  - Vainqueur : 2015 et 2021

## Identité

### Maillot
Les maillots domicile et extérieur du Melbourne Victory comportent un V, symbolisant l'État de Victoria. Les couleurs du club sont bleu marine, blanc et gris.

### Supporters
Melbourne Victory a une vaste source de supporters.
Après avoir relocalisé en 2006 au Telstra Dome, des chiffes de spectateurs impressionnants ont été observées hebdomadairement à Melbourne pour les matchs du club. Le 8 décembre 2006, 50 333 personnes ont assisté au match Victory-Sydney FC (0-0), ce qui est le record australien pour un match de la compétition nationale de football. 
Le week-end de cette rencontre, il n'y avait qu'une seule équipe de football jouant n'importe où dans le monde dont le nombre de spectateurs a dépassé celui du match Victory-Sydney FC (Manchester United, Angleterre).
Il existe autour du Melbourne Victory un assez grand nombre d'organisations supporters, dont chacune possède sa façon à elle de soutenir l'équipe. Il s'agit notamment des BWB (brigades en bleu et blanc), la M7C (bande du 7 mai), la SDC (bande de la mort méridionale), BWB Youth (BWB Jeunesse), Frontline (ligne de front), OSS (Offside Set – bande « hors-jeu ») ainsi qu'un petit nombre de supporters liés au tout premier groupe de supporters du Melbourne Victory- l'«Union».

## Joueurs et personnalités du club

### Entraîneurs
Le tableau suivant présente la liste des entraîneurs du club depuis 2004.
| Rang | Nom                        | Période                |
| ---- | -------------------------- | ---------------------- |
| 1    | / Ernie Merrick            | déc. 2004 - mars 2011  |
| 2    | Mehmet Durakovic (intérim) | mars 2011 - juin 2011  |
| 3    | Mehmet Durakovic           | juin 2011 - janv. 2012 |
| 4    | Kevin Muscat (intérim)     | janv. 2012             |
| 5    | Jim Magilton               | janv. 2012 - avr. 2012 |
| 6    | Ange Postecoglou           | avr. 2012 - oct. 2013  |
| 7    | Kevin Muscat               | oct. 2013 - mai 2014   |

### Joueurs emblématiques
- Daniel Allsopp
- Nick Ansell (en)
- Terry Antonis
- Leigh Broxham
- Billy Celeski
- Nathan Coe
- Eugene Galeković
- Scott Galloway (en)
- Jason Geria
- Matthew Kemp
- Harry Kewell
- Mitchell Langerak
- Adrian Leijer
- Mark Milligan
- Kevin Muscat
- Connor Pain (en)
- Tom Pondeljak
- Michael Theo
- Archie Thompson
- James Troisi
- Rodrigo Vargas
- Kosta Barbarouses
- Glen Moss
- Marco Rojas
- Guilherme Finkler
- Fred
- Carlos Hernández
- Marvin Angulo
- José Luis López
- Pablo Contreras
- Adama Traoré
- Jonathan Bru
- Surat Sukha
- Sutee Suksomkit
- Grant Brebner
- Geoffrey Claeys
- Fahid Ben Khalfallah
- Matthieu Delpierre
- Leroy George
- Richard Kitzbichler
- Besart Berisha

## Stade
À la suite d'un nouveau record de spectateurs (39 730), le 2 septembre 2006, pour un match à domicile contre le Sydney FC, le club a annoncé qu'il jouerait sept des matches à domicile restant à jouer lors de la saison 2006-07 au Telstra Dome de Melbourne. Seul un match serait joué au stade dont le club se servait jusque-là, le Parc olympique de Melbourne, contre les New Zealand Knights FC, en raison d'un concert du chanteur anglais Robbie Williams qui a eu lieu au Dome.
Un nouveau record a été battu le 8 décembre 2006 pour le retour sur la pelouse du Victory du Sydney FC (50,333). Le match était assez décevant- Archie Thompson et Danny Allsopp ont raté tous les deux de belles occasions.
Un projet est en cours de planification pour un nouveau stade conçu pour le Victory, ainsi que le seul club de rugby à XIII de la ville, les Melbourne Storm. La fin des travaux est prévue avant le début de la saison 2009-10, mais en vue des records de spectateurs du club de ce dernier temps, il semble que la capacité prévue de 25 000 places ne suffira pas. Un nouveau projet a donc été conçu, selon lequel le Parc olympique serait agrandi et amélioré pour accueillir à lui seul le Storm, tandis qu'un nouveau stade d'au moins 35 000 places serait construit pour le Victory.